# Hidden Führer: Debating the enigma of Hitler's sexuality
Hidden Führer: Debating the Enigma of Hitler's Sexuality és una pel·lícula documental basada en la investigació del professor alemany Lothar Machtan per al seu llibre de 2001 The Hidden Hitler que afirmava que Adolf Hitler era un homosexual. Fou emès per CINEMAX Reel Life de HBO, Té una durada de 90 minuts i fou dirigit per Fenton Bailey, Randy Barbato i Gabriel Rotello i fou produït per Gabriel Rotello.
Altres entrevistes del documental inclouen aquelles amb:
- Geoffrey Giles, autor d'un estudi sobre els gais al partit nazi, professor de la Universitat de Florida
- Brigitte Hamann, historiadora i autora alemanya
- Ron Rosenbaum, autor d' Explaining Hitler
- Ralf Dose, historiador gai alemany i fundador de la Magnus Hirschfeld Society
- Michelangelo Signorile, autor activista gai

## Recepció
De la pel·lícula, una crítica de Variety la va anomenar "una plataforma per prendre seriosament l'argument de Machtan".
Matthew Gilbert de The Boston Globe va declarar "És un documental més cerebral i convencional", avorrit i "poc equilibrat". Andrea Gronvall de Chicago Reader va dir "evidència incompleta" i "transformació de xafarderies en entreteniment".

## Controvèrsia
La majoria dels historiadors principals i dels testimonis oculars supervivents disputen l'argument de Machtan (vegeu Sexualitat d'Adolf Hitler).